# Eublemma taifensis
Eublemma taifensis là một loài bướm đêm trong họ Erebidae.